# Discografia de HammerFall
Discografia da banda sueca de heavy metal HammerFall.

## Álbuns de estúdio
| Ano                                                        | Detalhes do álbum | Melhor posição nas paradas | Melhor posição nas paradas | Melhor posição nas paradas | Melhor posição nas paradas | Melhor posição nas paradas | Melhor posição nas paradas | Melhor posição nas paradas | Melhor posição nas paradas |
| Ano                                                        | Detalhes do álbum | SWE                        | AUT                        | FRA                        | GER                        | JPN                        | SWI                        | EUR                        | BEL                        |
| ---------------------------------------------------------- | --- | -------------------------- | -------------------------- | -------------------------- | -------------------------- | -------------------------- | -------------------------- | -------------------------- | -------------------------- |
| 1997                                                       | Glory to the Brave - Lançamento: 27 de junho de 1997 - Gravadora: Nuclear Blast (#265) - Formato: CD, LP                   | —                          | 40                         | —                          | 38                         | —                          | —                          | —                          | —                          |
| 1998                                                       | Legacy of Kings - Lançamento: 28 de setembro de 1998 - Gravadora: Nuclear Blast (#335) - Formato: CD, LP                   | 15                         | 34                         | —                          | 15                         | 71                         | —                          | —                          | —                          |
| 2000                                                       | Renegade - Lançamento: 9 de outubro de 2000 - Gravadora: Nuclear Blast (#511) - Formato: CD, LP                            | 1                          | 43                         | —                          | 17                         | 40                         | 72                         | —                          | —                          |
| 2002                                                       | Crimson Thunder - Lançamento: 28 de outubro de 2002 - Gravadora: Nuclear Blast (#1031) - Formato: CD, LP                   | 3                          | 65                         | 134                        | 13                         | 82                         | 83                         | —                          | —                          |
| 2005                                                       | Chapter V: Unbent, Unbowed, Unbroken - Lançamento: 4 de março de 2005 - Gravadora: Nuclear Blast (#1375) - Formato: CD, LP | 4                          | 36                         | 159                        | 12                         | 163                        | 39                         | 27                         | —                          |
| 2006                                                       | Threshold - Lançamento: 18 de outubro de 2006 - Gravadora: Nuclear Blast (#1752) - Formato: CD, LP                         | 1                          | 30                         | 192                        | 15                         | 146                        | 32                         | 23                         | —                          |
| 2009                                                       | No Sacrifice, No Victory - Lançamento: 20 de fevereiro de 2009 - Gravadora: Nuclear Blast - Formato: CD, LP                | 2                          | 25                         | 95                         | 7                          | —                          | 20                         | —                          | 92                         |
| 2011                                                       | Infected - Lançamento: 20 de maio de 2011 - Gravadora: Nuclear Blast - Formato: CD, LP                                     | 2                          | 17                         | —                          | 9                          | —                          | 21                         | —                          | 95                         |
| 2014                                                       | (r)Evolution - Lançamento: 27 de agosto de 2014 - Gravadora: Nuclear Blast - Formato: CD                                   | 1                          | 13                         | 85                         | 4                          | —                          | 5                          | —                          | —                          |
| "—" significa que o álbum não alcançou as paradas do país. | |                            |                            |                            |                            |                            |                            |                            |                            |

## Álbuns ao vivo
| Ano  | Detalhes do álbum                                                                                                | Melhor posição | Melhor posição |
| Ano  | Detalhes do álbum                                                                                                | SWE            | GER            |
| ---- | --- | -------------- | -------------- |
| 2003 | One Crimson Night - Lançamento: 20 de outubro de 2003 - Gravadora: Nuclear Blast (#1196) - Formato: CD, LP       | 15             | 58             |
| 2012 | Gates of Dalhalla - Lançamento: 30 de novembro de2012 - Gravadora: Nuclear Blast - Formato: 2xCD, DVD-V, Blu-ray | —              | 73             |

## Coletâneas
| 2007                                                       | Steel Meets Steel - Ten Years of Glory - Lançamento: 12 de outubro de 2007 - Gravadora: Nuclear Blast (#1935) - Formato: CD | 15 | 38 | 53 | 51 | 93 |
| 2008                                                       | Masterpieces - Lançamento: 27 de junho de 2008 - Gravadora: Nuclear Blast - Formato: CD, LP                                 | —  | —  | 69 | 38 | —  |
| "—" significa que o álbum não alcançou as paradas do país. | |    |    |    |    |    |

## Singles
| Ano                                                         | Canção                   | Melhor posição nas paradas | Melhor posição nas paradas | Melhor posição nas paradas | Melhor posição nas paradas | Melhor posição nas paradas | Álbum                                  |
| Ano                                                         | Canção                   | SWE                        | AUT                        | GER                        | SWI                        | US Euro.                   | Álbum                                  |
| ----------------------------------------------------------- | ------------------------ | -------------------------- | -------------------------- | -------------------------- | -------------------------- | -------------------------- | -------------------------------------- |
| 1997                                                        | "Glory to the Brave"     | —                          | —                          | —                          | —                          | —                          | Glory to the Brave                     |
| 1998                                                        | "Heeding the Call"       | —                          | —                          | 48                         | —                          | —                          | Legacy of Kings                        |
| 1999                                                        | "I Want Out"             | 55                         | —                          | —                          | —                          | —                          |                                        |
| 2000                                                        | "Renegade"               | 17                         | —                          | 89                         | —                          | —                          | Renegade                               |
| 2001                                                        | "Always Will Be"         | 50                         | —                          | —                          | —                          | —                          | Renegade                               |
| 2002                                                        | "Hearts on Fire"         | 11                         | —                          | 58                         | —                          | —                          | Crimson Thunder                        |
| 2005                                                        | "Blood Bound"            | 5                          | —                          | 54                         | 85                         | 91                         | Chapter V: Unbent, Unbowed, Unbroken   |
| 2006                                                        | "The Fire Burns Forever" | —                          | —                          | —                          | —                          | —                          | Threshold                              |
| 2006                                                        | "Natural High"           | 6                          | 71                         | 79                         | 83                         | —                          | Threshold                              |
| 2007                                                        | "Last Man Standing"      | —                          | —                          | —                          | —                          | —                          | Steel Meets Steel - Ten Years of Glory |
| 2009                                                        | "Any Means Necessary"    | —                          | —                          | —                          | —                          | —                          | No Sacrifice, No Victory               |
| 2010                                                        | "My Sharona"             | —                          | —                          | —                          | —                          | —                          | No Sacrifice, No Victory               |
| 2011                                                        | "One More Time"          | —                          | —                          | —                          | —                          | —                          | Infected                               |
| 2011                                                        | "B.Y.H"                  | —                          | —                          | —                          | —                          | —                          | Infected                               |
| 2011                                                        | Send Me a Sign           | —                          | —                          | —                          | —                          | —                          | Infected                               |
| 2014                                                        | Bushido                  | —                          | —                          | —                          | —                          | —                          | (r)Evolution                           |
| "—" significa que o single não alcançou as paradas do país. |                          |                            |                            |                            |                            |                            |                                        |

## Vídeos/DVDs
| Ano                                        | Detalhes do vídeo                                      | Melhor posição | Melhor posição |
| Ano                                        | Detalhes do vídeo                                      | SWE            | GER            |
| ------------------------------------------ | ------------------------------------------------------ | -------------- | -------------- |
| 1999                                       | The First Crusade                                      | —              | —              |
| 2002                                       | The Templar Renegade Crusades                          | —              | —              |
| 2003                                       | One Crimson Night                                      | —              | —              |
| 2008                                       | Rebels with a Cause: Unruly, Unrestrained, Uninhibited | 15             | 81             |
| 2012                                       | Gates of Dalhalla                                      | —              | —              |
| "—" significa que não alcançou as paradas. |                                                        |                |                |